# Tamagnini Manuel Gomes Baptista
Tamagnini Manuel Gomes Baptista, noto anche come Nené (Leça da Palmeira, 20 novembre 1949), è un ex calciatore portoghese, di ruolo attaccante.
È il primatista di presenze in gare ufficiali con il Benfica, ben 575.
Con la squadra ha vinto 21 trofei in 20 anni di militanza nel club.

## Carriera
Militò nel Benfica dal 1966 al 1986. Con la nazionale giocò 66 gare con 22 reti segnate dal 1971 e al 1984. Partecipò alla fase finale del campionato europeo di calcio 1984 giocato in Francia.

## Palmarès

### Club
- Campionato portoghese: 10

Benfica: 1968-1969, 1970-1971, 1971-1972, 1972-1973, 1974-1975, 1975-1976, 1976-1977, 1980-1981, 1982-1983, 1983-1984
- Coppa di Portogallo: 8  (record)

Benfica: 1968-1969, 1969-1970, 1971-1972, 1979-1980, 1980-1981, 1982-1983, 1984-1985, 1985-1986
- Taça Ribeiro dos Reis: 1

Benfica: 1970-1971
- Supercoppa di Portogallo: 1

Benfica: 1985

### Individuale
- Calciatore portoghese dell'anno: 1

1971